# لیزا واکر
لیزا واکر (انگلیسی: Liza Walker؛ زادهٔ ۷ ژوئیهٔ ۱۹۷۲) بازیگر اهل بریتانیا است.
از فیلم‌ها یا برنامه‌های تلویزیونی که وی در آن نقش داشته است، می‌توان به پزشک‌ها، وسواس بیمارگونه، سده، کتاب جنگل، حادثه، هکرها، بازرس مورس اشاره کرد.